# Bitka za Britaniju
Bitka za Britaniju je naziv za koji se koristi za seriju zračnih sukoba koji se u ljeto 1940. godine, tijekom drugog svjetskog rata, vodio nad nebom Velike Britanije između njemačke Luftwaffe i britanskog RAF-a.
Početkom ljeta je, nakon kapitulacije Francuske, Hitlerova Njemačka postala gospodarom europskog kontinenta, a Britanija i njeni dominioni ostali bez saveznika. Mnogi u svijetu su držali da je Njemačka time stekla tako povoljnu poziciju da dalji rat nema smisla, odnosno da je jedina alternativa prihvatiti njemačku "velikodušnu" ponudu za mir i tako sačuvati onoliko Britanskog Imperija koliko se može očuvati. Kada je Churchillova vlada sve te ponude odbila, Hitler je zapovijedio da se započne planiranje invazije koja je dobila kodno ime Operacija Morski Lav.
Nijemci nimalo nisu skrivali pripreme za invaziju, smatrajući kako će time Britanija biti stavljena pod psihološki pritisak, koje će bombardiranje od strane Luftwaffe učiniti neizdržljivim. No, planiranje i pripreme za invaziju su također pokazali velike organizacijske i logističke slabosti njemačkih oružanih snaga - nedostatak mornaričkih i ambifijskih resursa nužnih za tako složenu i ambicioznu operaciju kao što je masovno iskrcavanje na Britansko Otočje. Planeri Operacije Morski Lav (Unternehmen Seelöwe) su došli do zaključka kako šanse za uspjeh imaju jedino ako desantnim snagama prije toga nitko ne bude u stanju pružiti otpor. To se pogotovo odnosilo na britansku Kraljevsku mornaricu čije su snage prijetile masakrom njemačke invazijske flotile, odnosno konvoja koje su poslije trebali snabdijevati uspostavljene mostobrane.
Hermann Göring, zapovjednik Luftwaffe, je Hitlera uvjerio kako su njegove snage - koje su se bile iskazale u kampanjama u Poljskoj, Norveškoj i Francuskoj - više nego sposobne zračnim udarima slomiti britanski otpor prije samog iskrcavanja. Jedina prepreka tim planovima bio je RAF, pa je njegovo uništenje navedeno kao ključan preduvjet za izdavanje zapovijedi za invaziju.

## Suprotstavljene snage

### Njemačke snage
Luftwaffe je imala tri zračne flote:
- Drugu zračnu flotu - pod komandom Feldmaršala Alberta Kesselringa, s bazama u Belgiji, Nizozemskoj i sjevernoj Francuskoj
- Treću zračnu flotu - pod komandom Feldmaršala Sperrlea, s bazama u sjevernoj Francuskoj
- Petu zračnu flotu - pod komandom generala Stumpffa, s bazama u Norveškoj i Danskoj

Te tri flote zajedno imale su:
- 963 lovačka aviona (Messerschmitt Bf 109, Messerschmitt Bf 110)
- 998 bombardera (Heinkel He 111, Dornier Do 17)
- 315 bombardera za obrušavanje (Sturzkampfflugzeug odmilja štuke - zapravo Junkers Ju-87)

### Britanske snage
Početkom kolovoza 700-800 lovačkih aviona (Supermarine Spitfire, Hawker Hurricane)

## Tijek bitke
- 10. srpnja – 11. kolovoza 1940.: Kanalkampf, ("borbe za Kanal").
- 12. kolovoza – 23. kolovoza 1940.: Adlerangriff ("Napad orlova"), napadi na zračne luke uz obalu
- 24. kolovoza – 6. rujna 1940.: Luftwaffe napada zračne luke u unutrašnjosti Britanije
- 7. rujna 1940. -: bombardiranje civilnih ciljeva

### Borbe za Kanal
Njemačka strategija u bitci, koja je u manjem opsegu otpočela već u srpnju, bili su napadi na RAF-ove instalacije u južnoj Engleskoj, odnosno uvlačenje RAF-ovih jedinica u iscrpljujući okršaj u kojem bi do izražaja došla njemačka tehnička i brojčana premoć.

### Napad orlova
Ono što planeri Luftwaffe nisu imali u vidu bio je niz prednosti na strani RAF-a - postojanje radara, veliki broj suvremenih lovačkih zrakoplova tipa Hurricane i Spitfire sposobnih da se nose s njemačkim Me-109, mogućnost ponovnog korištenja pilota oborenih nad vlastitim tlom kao i izvrsna organizacija britanske industrije koja je nove lovačke avione proizvodila brže od njemačke.

### Napadi na zračne luke
Kako se bitka intenzivirala tokom kolovoza, tako su do izražaja počele dolaziti i neke velike slabosti Luftwaffe. Ispostavilo se da Me-109 ima prekratak dolet, pa su njemački bombarderi van područja južne Engleske bili lak plijen britanskih lovaca, a ta područja za RAF-ove snage bile relativno sigurna baza.

### Napadi na civilne ciljeve
Iako je RAF povremeno bio u krizi - više zbog nedostatka iskusnih pilota, nego zrakoplova - uspjele su sve vrijeme očuvati svoju borbenu sposobnost. Do 15. rujna - dana koji je postavljen kao početak invazije - postalo je više nego jasno da Luftwaffe nije ispunila svoj zadatak.
S približavanjem jeseni i kvarenjem vremena u Kanalu La Manche, kod Hitlera su nestale sve iluzije o izvedivosti iskrcavanja, pa je ono otkazano. Taj poraz - prvi u ratu - Nijemci su nastojali sakriti nastavkom žestokog bombardiranja britanskih gradova i industrijskih resursa. To, kao i početak nesmiljenog podmorničkog rata, trebao je umjesto invazije baciti Britaniju na koljena.

## Vanjske poveznice
- (engl.) Battle Of Britain
- (engl.) Royal Air Force history
- (engl.) British Invasion Defences
- (engl.) Map of UK Airfields and squadrons.
- (engl.) RAF Battle of Britain Roll of Honour
- (engl.) Battle-Of-Britain Website.
- (nizoz.) Battle-Of-Britain
- (engl.) Royal Engineers Museum Royal Engineers and Second World War (airfield repair)

Sestrinski projekti
|  | Zajednički poslužitelj ima stranicu o temi Battle of Britain    |
|  | Zajednički poslužitelj ima još gradiva o temi Battle of Britain |